# Karl Adolf Moberg
Karl Adolf Vilhelm Moberg (* 1840; † 1901) war ein finnischer Geologe.

## Leben
Moberg war der Sohn von Adolf Moberg (1813–1895), eines Physik-Professors in Helsinki. Er absolvierte nach einem Magister-Abschluss in Naturwissenschaften das Bergexamen. Danach war er Bergbauingenieur, wandte sich aber immer mehr geologischen Untersuchungen zu und kartierte die geologische Karte von Finnland. Er war von 1886 bis 1893 der erste Direktor der geologischen Kommission von Finnland.
Moberg war auch ein Pionier der Seismologie in Finnland und untersuchte die Auswirkungen des großen Erdbebens vom 5. November 1898.